# 拉斯卡佐夫卡站
拉斯卡佐夫卡站（羅馬化：Rasskazovka）是莫斯科地鐵加里宁-松采沃线的一個車站。此站在2018年8月30日啟用。